# 罗图瓦
罗图瓦（法語：Rothois，法語發音：[ʁɔtwa]）是法国瓦兹省的一个市镇，属于博韦区。

## 地理
罗图瓦（49°35'54"N, 1°59'41"E）面积3.18 平方千米，位于法国上法蘭西大區瓦兹省，该省份为法国北部内陆省份，北起索姆省，西接厄尔省和滨海塞纳省，南至塞纳-马恩省和瓦兹河谷省，东临埃纳省。
与罗图瓦接壤的市镇（或旧市镇、城区）包括：方丹拉瓦加讷、戈德沙尔、欧特埃皮讷、马赛昂博韦西、普雷维莱尔。

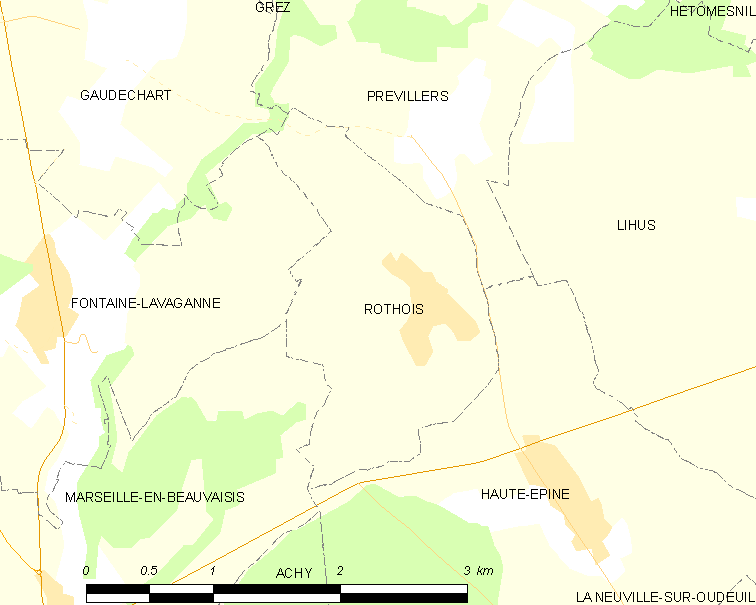
罗图瓦的OSM定位图

罗图瓦的时区为UTC+01:00、UTC+02:00（夏令时）。

## 行政
罗图瓦的邮政编码为60690，INSEE市镇编码为60550。

## 政治
罗图瓦所属的省级选区为格朗维利耶县。

## 人口

1962-2008年间罗图瓦人口变化图示

罗图瓦于2022年1月1日时的人口数量为229人。